# 松田隆文
松田隆文（日语：／ Matsuda Takafumi，1951年12月18日—），日本男子自行车运动员。他曾代表日本参加1970年亚洲运动会自行车比赛，获得一枚金牌。他也曾参加1972年夏季奥林匹克运动会。